# Giuse (Sáng thế ký)

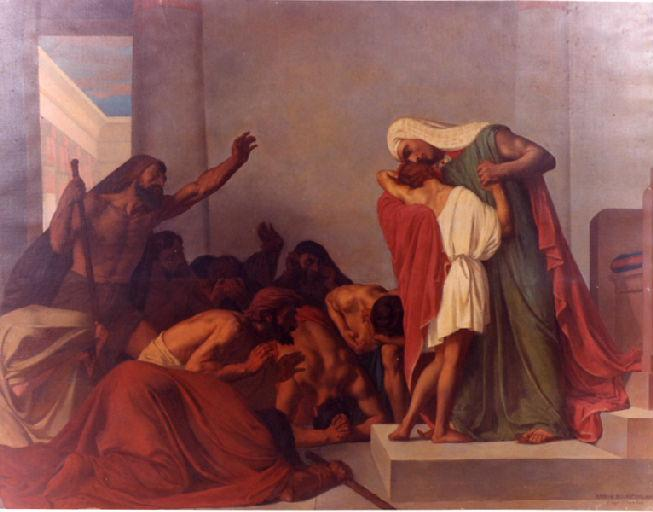
Các anh em của Joseph nhận ra và làm hòa với ông tại Ai Cập, tranh năm 1863 của Léon Pierre Urbain Bourgeois.

Giuse (hoặc Giôsép, tiếng Do Thái: יוֹסֵף, Yosef; tiếng Ả Rập: يوسف, Yusuf) là một nhân vật quan trọng trong Kinh Thánh Hebrew (Cựu Ước) và Kinh Qur'an. Chuyện đời của ông nối tiếp của câu chuyện về dòng dõi tổ phụ Abraham, Isaac và Jacob ở xứ Canaan và là lời giải thích cho việc dân Israel hiện diện và chịu cảnh nô lệ ở Ai Cập cho đến ngày họ được giải phóng qua sự lãnh đạo của Moses.
Sách Sáng Thế kể rằng Giuse là con thứ 11 trong 12 người con của Giacóp và là con đầu lòng của bà Rachel. Các anh em cùng cha khác mẹ của Giuse không thiện cảm với ông nên đã bán ông sang Ai Cập để làm nô lệ. Cũng chính tại xứ này, Giuse đã trở thành người đàn ông quyền uy thứ hai chỉ sau Pharaon. Khi nạn đói xảy ra ở xứ Canaan, ông đã mang Giacóp và những anh em khác của mình ông đến Ai Cập và định cư ở đất Gôsen (Goshen).
Chú thích: Giuse (con Giacop) mất vào năm 110 tuổi.

## Trình thuật

### Gia đình
Giuse là con trai của Giacóp (còn gọi là Israel) và bà Rachel. Giuse sống với mười người anh cùng cha khác mẹ, một người em trai và một người em gái cùng mẹ. Ông Giacóp dành tình cảm cho Giuse nhiều hơn các người con khác, thậm chí ông may cho cậu một áo chùng dài tay khiến cho các anh sinh lòng ghét cậu và không thể nói năng tử tế với cậu. Năm mười bảy tuổi, Giuse kể cho các anh nghe hai giấc mơ của mình: Giấc mơ đầu tiên, khi Giuse và các anh bó lúa ngoài đồng thì bó lúa của Giuse vươn dậy, đứng thẳng lên, còn những bó lúa của các anh bao quanh và sụp xuống lạy bó lúa của Giuse. Giấc mơ thứ hai: Giuse thấy Mặt Trời, Mặt Trăng và mười một ngôi sao đang sụp xuống lạy cậu. Điều đó khiến cho các anh của Giuse tỏ ra tức giận và muốn âm mưu giết em mình (Sáng Thế 37:1-11)

### Bị đem bán
Các anh trai miệt thị gọi Giuse là "thằng tướng chiêm bao" (37:18-20). Khi ở Dothan, họ đã bày mưu giết Giuse nhưng người anh trai cả, Rưuvên (Reuben), không muốn làm điều đó mà đề nghị ném Giuse xuống giếng nước rỗng để nghĩ cách xử lý khác. Thực ra, Rưuvên có ý muốn cứu Giuse và trả cậu lại cho cha mình. Khi Giuse đến gặp các anh, cậu lột bỏ chiếc áo chùng dài, các anh đã ném cậu xuống giếng như Rưuvên đã đề nghị. Sau đó, khi vắng mặt Rưuvên, những người anh khác quyết định bán Giuse với giá 20 đồng bạc cho người lái buôn Ishmaelites sang Ai Cập giao thương. Khi Rưuvên biết chuyện này, cậu đã xé áo mình và nói: "Thằng bé không còn nữa! Còn tôi, tôi biết đi đâu bây giờ!" tỏ ý hối tiếc.
Thế rồi, họ lấy áo chùng của Giuse nhúng máu một con dê đực vừa giết để mang về cho cha mình và nói: "Chúng con đã thấy cái này. Xin cha nhận ra xem có phải là áo của con cha hay không?". Ông Giacóp nhận ra cái áo và tin rằng Giuse bị thú dữ ăn thịt, ông khóc thương Giuse vô cùng. Còn người lái buôn đem bán Giuse tại Ai Cập cho ông Pôtipha (Potiphar) là thái giám của Pharaon và là chỉ huy thị vệ. (37:12-35)

### Tại nhà Potipha
Giuse phục vụ tại nhà ông Pôtipha. Thiên Chúa ở với cậu trong mọi việc khiến cậu đẹp lòng gia chủ và được cất nhắc lên chức phụ tá. Sau đó, Giuse được làm quản gia quán xuyến mọi tài sản cho gia đình của Pôtipha. Nhưng rồi kể từ đây, bà vợ của Pôtipha bắt đầu quyến rũ Giuse và tìm cách ăn nằm với cậu nhưng Giuse một mực từ chối vì sợ phạm tội chống lại Thiên Chúa. Một lần, bà này tìm cách quyến rũ Giuse, Giuse bỏ chạy để lại chiếc áo choàng của mình. Vì tức giận, bà đã dùng chiếc áo làm bằng chứng giả tố cáo Giuse muốn cưỡng hiếp bà. Vì chuyện này mà Giuse bị tống vào tù. (Sáng Thế 39:1-20)

### Trong tù
Giuse được cảm tình của viên quản đốc nhà tù nên người này giao phó cho Giuse hết mọi tù nhân trong nhà tù, và tất cả những gì họ làm, đều do cậu cho làm. Trong tù có hai quan bị nhốt chung vì đã lỗi phạm với vua Pharaon. Cả hai vị quan này đều chiêm bao, mỗi người một giấc chiêm bao khác nhau nhưng không hiểu ý nghĩa của nó. Quan chánh chước tửu mơ thấy trước mặt có một cây nho, trên cây nho có ba ngành. Khi cây đâm chồi thì hoa nở ra và các chùm nho chín. Trong tay quan có chén của Pharaon, quan đi hái nho, ép nước đổ vào chén của vua rồi đặt chén vào lòng bàn tay vua. Còn quan chánh ngự thiện mơ thấy ba giỏ bánh trên đầu. Trong giỏ trên cùng, có đủ thứ bánh ngọt để cho Pharaon ăn. Chim chóc rỉa những thứ đó trong cái giỏ trên đầu quan. Giuse đã giải mộng rằng đây là hai quyết định của vua Pharaon trong ba ngày sắp tới: một người được phục tước và một người bị treo cổ. Giuse xin người nào được vua tha thì hãy nhớ đến cậu còn ở trong tù, nhưng quan chánh chước tửu khi được phục tước đã quên điều đó.
Hai năm sau, vua Pharaon chiêm bao thấy mình đang đứng trên bờ sông Nin, và thấy có bảy con bò cái hình dáng xấu xí và da thịt gầy còm ăn thịt bảy con bò cái hình dáng đẹp đẽ và béo tốt. Lần khác là bảy bông lúa lép nuốt chửng bảy bông lúa mẩy và chắc. Vua choàng tỉnh mà không hiểu ý nghĩa các giấc chiêm bao ấy là gì. Tất cả phù thủy và hiền sĩ giỏi nhất cũng không giải thích được. Thế rồi viên quan chánh chước tửu chợt nhớ đến Giuse và giới thiệu cho vua. Giuse giải thích rằng đó là điềm báo sắp tới có bảy năm rất sung túc và tiếp đó là bảy năm đói kém trong xứ Ai Cập.

### Làm quan tể tướng Ai Cập
Pharaon rất tâm đắc lời giải thích của Giuse và cho người thực thi như vậy. Vua còn phong Giuse làm tể tướng triều đình, để toàn thể dân Ai Cập phục tùng mệnh lệnh của ông; vua chỉ lớn hơn ông Giuse chỉ vì ngai vua mà thôi. Vua đặt tên cho ông Giuse là Xópnát-Panêác (Zaphnath-Paaneah) và gả cô Átnát (Asenath), con gái của Pôtiphêra (Potipherah) làm vợ. Ông Giuse được ba mươi tuổi vào lúc đó, ông đi kinh lý khắp xứ Ai Cập. Trong bảy năm sung túc, đất đã sinh ra mùa màng dư dật. Ông thu tất cả lương thực dành cho bảy năm liên tiếp trong xứ Ai Cập và chứa trong các thành; ông chứa trong mỗi thành lương thực sản xuất trong đồng ruộng chung quanh thành đó. Ông Giuse chất chứa lúa mì rất nhiều, như cát biển, đến mức ông thôi không đong lường nữa, vì không thể đong lường được. Trước năm đói kém, bà Átnát sinh hai người con cho Giuse là Mơnase (Manasseh) và Épraim (Ephraim). Khi nạn đói xảy ra, các quốc gia xung quanh đã đổ về Ai Cập để mua lương thực. Vua Pharaon chỉ cho họ là đi thẳng đến Giuse mà mua vì ngay cả bởi mình cũng mua từ ông ta (41:37-57).

### Gặp lại anh em
Trong năm thứ hai của nạn đói, Giacóp sai các con đến Ai Cập mua lương thực. Khi họ đến Ai Cập, đứng trước viên tể tướng, họ đã không nhận ra đó chính là người anh em Giuse của mình, tuy nhiên, Giuse thì nhận ra họ. Nhưng ông Giuse đã nói với họ bằng tiếng Ai Cập qua một thông dịch viên thay vì tiếng Do Thái mẹ đẻ. Sau khi chất vấn về xuất thân, ông Giuse cáo buộc họ là bọn do thám. Họ thanh minh rằng mục đích duy nhất của họ là mua gạo cho gia đình tại đất Canaan. Sau khi họ kể rằng người em út đang ở quê nhà với cha, tể tướng Giuse yêu cầu họ đem đứa em đó đến Ai Cập để chứng minh. Giuse biết đó là Benjamin, đứa em cùng mẹ Rachel của ông. Ông nhốt các anh em của mình trong tù trong ba ngày. Vào ngày thứ ba, ông đã đưa họ ra khỏi tù để nhắc lại lần nữa rằng ông muốn họ về đem em trai út của họ đến Ai Cập, và để lại một người ngay tại đây làm con tin. Các anh em đã nói với nhau về những lỗi lầm khi xưa mà họ đã làm với ông Giuse nên bây giờ phải chịu trừng phạt. Họ nói bằng tiếng Do Thái mà không biết rằng ông Giuse vẫn hiểu họ đang nói gì. Họ quay về Canaan cùng với lương thực mua được và để Simeon lại làm con tin. Giuse đã bí mật trả lại tiền cho họ trong các bao lương thực của từng người nhưng họ vô cùng hốt hoảng vì chuyện này (Sáng Thế 42:1-28). 

### Cuộc thử thách anh em
Trở về Canaan, các con tường thuật lại mọi chuyện cho Giacóp nghe, đặc biệt là vấn đề đem Benjamin sang Ai Cập theo yêu cầu của tể tướng nhưng ông Giacóp không đồng ý và chửi rủa họ về điều này. Nạn đói trong xứ trở nên trầm trọng, gia đình Giacóp đã dùng gần hết số lương thực họ đã mua được từ Ai Cập. Ông mới sai các con tiếp tục sang Ai Cập lần nữa nhưng người con tên Giuđa (Judah) nói rằng chỉ đi khi có Benjamin đi cùng. Ông Giacóp vô cùng đau khổ vì khôngg muốn mất Benjamin như đã mất Giuse. Cuối cùng, Rưuvên và Giuđa đã thuyết phục được ông để đem Benjamin theo trong chuyến sang Ai Cập lần thứ hai.
Họ được đem đến tư gia tể tướng Giuse khiến họ hoảng sợ vì nghĩ đến số tiền trong các bao lương thực lần trước. Họ sợ bị bắt làm nô lệ nên đến người quản gia của Giuse để phân trần nhưng ông này bảo họ cứ yên tâm và đem trả cho họ người anh em tên Simeon. Tất cả được đến gặp Giuse, họ trao cho ông món quà từ cha của mình. Giuse hỏi thăm về người cha của họ xem ông cụ còn sống hay không. Và khi nhìn thấy Benjamin - đứa em cùng mẹ Rachel của mình - ông Giuse đã đi vào trong phòng và khóc. Họ được mời dùng bữa với tể tướng Giuse nhưng ngồi khác bàn vì tại thời điểm đó, người Ai Cập coi việc ngồi chung bàn với người Do Thái là điều ghê tởm. Họ kinh ngạc vì sự sắp xếp chỗ ngồi đúng với thứ tự anh em. Trong bữa ăn, phần của Benjamin được gấp năm lần so với người khác.
Đêm đó, Giuse sai người quản gia bí mật trả lại tiền họ mua vào trong các bao lương thực. Riêng bao của Benjamin, ông đặt thêm một chiếc chén bạc vào trong đó. Sáng hôm sau, khi các con ông Giacóp vừa ra khỏi thành thì bị người của ông Giuse bắt giữ lại để hỏi về chiếc chén bạc. Họ đã không nhận mình đã lấy cắp chiếc chén của tể tướng và đề nghị được khám xét các bao lương thực, ai cất giấu chiếc chén sẽ phải làm nô lệ cho Giuse. Cuộc khám xét phát hiện ra chiếc chén bạc nằm trong bao của Benjamin và cả đoàn vô cùng bối rối và đành phải quay lại thành. Lúc này, Giuđa đã kể câu chuyện về người cha và anh em của mình để xin được thế chỗ cho Benjamin làm nô lệ ở Ai Cập.

### Gia đình đoàn tụ
Ông Giuse cảm động trước lời của Giuđa. Ông cho gia nhân lui ra bên ngoài, khi chỉ còn ông và các anh em mình, ông đã khóc to và cho họ biết ông chính là người anh em ruột của họ. Họ đứng chết lặng mà không nói được lời nào còn tất cả người Ai Cập bên ngoài nhà đều nghe biết. Vì vậy, câu chuyện lọt đến tai Pharaon, và nhà vua sai các ông về đón cha mình sang Ai Cập và đứng luyến tiếc những gì còn ở Canaan. Đại gia đình Giacóp gồm bảy mươi người cùng với tất cả tài sản và thú vật rời bỏ xứ sở để sang Ai Cập. Sau 22 năm, Giacóp và Giuse gặp lại nhau, họ ôm nhau và khóc. Riêng ông Giacóp thốt lên: "Phen này, cha chết cũng được, sau khi đã thấy mặt con, và thấy con còn sống." Cả gia đình được diện kiến Pharaon. Pharaon nói với ông Giuse rằng hãy cho cha và anh em ông ở chỗ tốt nhất trong xứ. Họ cứ việc ở đất Gôsen. Nếu trong số những người ấy có ai tài giỏi, thì hãy đặt họ làm người trông coi những đàn vật của triều đình.